# فرمانده ارتش کانادا
فرمانده ارتش کانادا (فرانسوی: commandant de l'Armée canadienne‎) بالاترین جایگاه در نیروی زمینی کانادا است، که فرماندهی ارتش کانادا را برعهده دارد و به رئیس ستاد دفاع کانادا گزارش می‌دهد. این جایگاه در سال ۱۸۷۵ تشکیل شد و هم‌اکنون سپهبد جاسلین پل فرماندهی ارتش کانادا را برعهده دارد.